# Hyperes (Sohn des Poseidon)
Hyperes (altgriechisch Ὑπέρης Hypéres, lateinisch Hyperes) oder Hyperethos (altgriechisch Ὑπέρηθος Hypérethos, lateinisch Hyperethus) ist eine Gestalt der griechischen Mythologie. Er war ein Sohn des Poseidon und der Alkyone und regierte zusammen mit seinem Bruder Anthas über Troizen. Sie gründeten die Städte Hypereia und Antheia auf der Insel Poros, die damals noch Eirene hieß. Aus diesen ging durch Synoikismos die Stadt Troizen hervor. Nach den beiden sollen die Rebsorten Anthedonias und Hypereias benannt worden sein.
Nach ihnen übernahm Aëtios, der Sohn des Anthas, die Herrschaft.